# 于勒 (樂師)
于勒（韓語：우륵）是朝鮮三國時代大伽倻的一個樂師。
于勒曾奉大伽倻嘉實王的命令，模仿唐朝的箏，製造了伽倻琴。後來由於伽倻諸國方言各異、無法統一，嘉實王便令樂師省熱縣人于勒創作了于勒十二曲。
後來由於伽倻將亂，于勒持伽倻琴前往新羅投奔真興王。真興王接納了他，將他安置在國原，派大奈麻注知階古大舍萬德傳其業。三人學習了十一曲後，認為其曲繁且淫，不可以為雅正，便約為五曲。于勒最初得知後非常憤怒，但聽了五種之音後流淚感歎道：「樂而不流，哀而不悲，可謂正也。」奏於真興王前，真興王大喜。
于勒與百結先生、王山岳一起，並稱為韓國歷史上的三大樂聖。